# TSN
Time-Sensitive Networking (TSN, рус. чувствительный ко времени сетевой обмен данными) — стандарт передачи данных в реальном масштабе времени в детерминированных сетях Ethernet.
Стандарт разработан целевой группой Time-Sensitive Networking task group, созданной рабочей группой по стандартизации IEEE 802.1. Рабочая группа TSN была сформирована в ноябре 2012 года на основе целевой группы Audio Video Bridging Task Group.. Одним из важных применений TSN является передача в реальном времени видео- и аудиопотоков, команд управления автономными системами, цифровым промышленным производством и т. д.
На русский язык также можно перевести как рус. сетевое взаимодействие со строгой синхронизацией времени.

## Особенности
TSN базируется на трёх ключевых принципах:
- синхронизация сети во времени;
- планирование трафика;
- планирование и резервирование маршрутов передачи данных.

В группу стандартов TSN входят:
- IEEE 802.1AS-Rev/D2.0 : Timing and synchronization for time sensitive applications (протокол синхронизации точного времени)
- IEEE 802.1CB : Frame Replication and Elimination for Reliability (резервирование потоков путем репликации кадров и удаление их дубликатов)
- IEEE 802.1Qbv : Enhancement for scheduled traffic (планирование расписания доставки пакетов)
- IEEE 802.1Qci : Per-Stream Filtering and Policing (правила обработки и фильтрации потоков данных)
- IEEE 802.1Qcc : Stream Reservation Protocol (SRP) Enhancements and Performance Improvements (резервирование потоков данных)
- IEEE 802.1Qbu: Frame preemtion (прерывание передачи кадров)